# Теорема Коммандино
Теорема Коммандино, названная в честь Федерико Коммандино (1509–1575), утверждает, что четыре медианы тетраэдра пересекаются в точке S, которая делит их в отношении 3:1. В тетраэдре медиана — это отрезок линии, соединяющий вершину с барицентром противоположной грани, то есть с барицентром противоположного треугольника. Точка S также является барицентром тетраэдра.

## История
Теорема приписывается Коммандино, который в своей работе De Centro Gravitatis Solidorum («Центр тяжести твердых тел», 1565 г.) заявил, что четыре медианы тетраэдра пересекаются в одной точке. Однако, по словам ученого XIX века Гийома Либри, Франческо Мавролико (1494–1575) утверждал, что нашел результат раньше. Либри тем не менее считал, что теорема была известна еще Леонардо да Винчи, который, похоже, использовал ее в своих работах. Джулиан Кулидж разделил это суждение, но отметил, что не смог найти явного описания или математической трактовки теоремы в работах да Винчи. Другие ученые предполагали, что результат, возможно, был уже известен греческим математикам античности.

## Обобщения
Теорема Коммандино имеет прямой аналог для симплексов любой размерности:
Пусть {\displaystyle \Delta } это {\displaystyle d}-симплекс некоторой размерности {\displaystyle d>1} в {\displaystyle \mathbb {R} ^{n}\;(d,n\in \mathbb {N} ,n\geq d)} и пусть {\displaystyle V_{0},V_{1},\ldots ,V_{p}} его вершины. Кроме того, пусть {\displaystyle \ell _{0},\ell _{1},\ldots ,\ell _{d}} — медианы {\displaystyle \Delta }, т.е. линии, соединяющие каждую вершину {\displaystyle V_{i}} с барицентром противоположной {\displaystyle (d-1)}-мерной гранью {\displaystyle V_{0}\ldots V_{i-1}V_{i+1}\ldots V_{d}} . Тогда эти прямые пересекаются в точке {\displaystyle S}, в отношении {\displaystyle d:1} .